# N4 (Niger)
Die N4 oder RN4 ist eine hochrangige Straße vom Typ Nationalstraße (französisch route nationale) in den Regionen Niamey und Tillabéri in Niger.

## Verlauf und Charakteristik
Die N4 ist insgesamt 214,1 Kilometer lang. Sie beginnt im Dorf Kourtéré Boubacar Péage im ländlichen Gemeindegebiet der Hauptstadt Niamey als Abzweigung von der N6. Sie führt durch die zu Niamey gehörenden Siedlungen Ganguel, Kossey und Birniol und erreicht danach die Region Tillabéri.

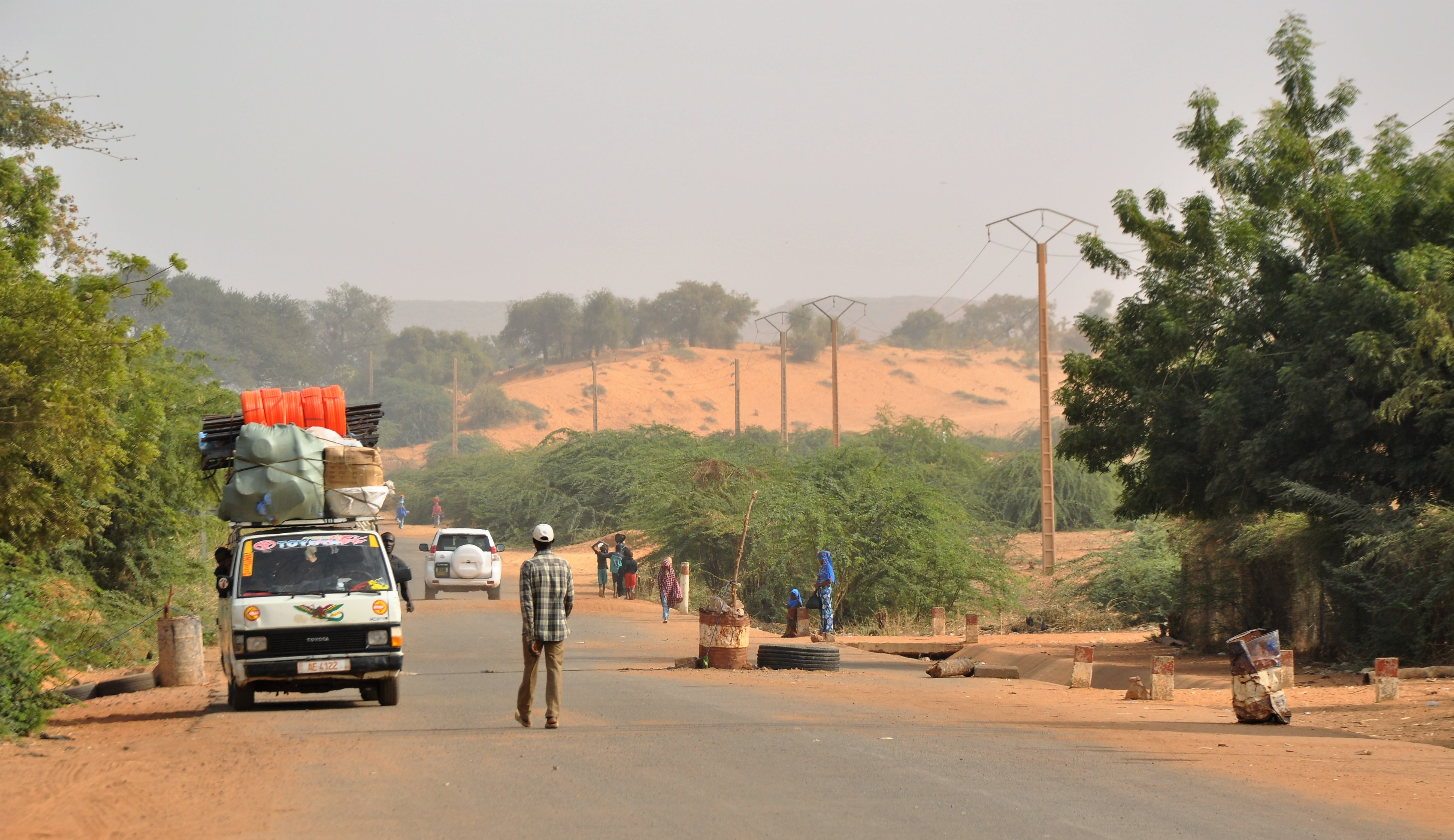
Checkpoint an der N4 in Karey Gorou (2020)

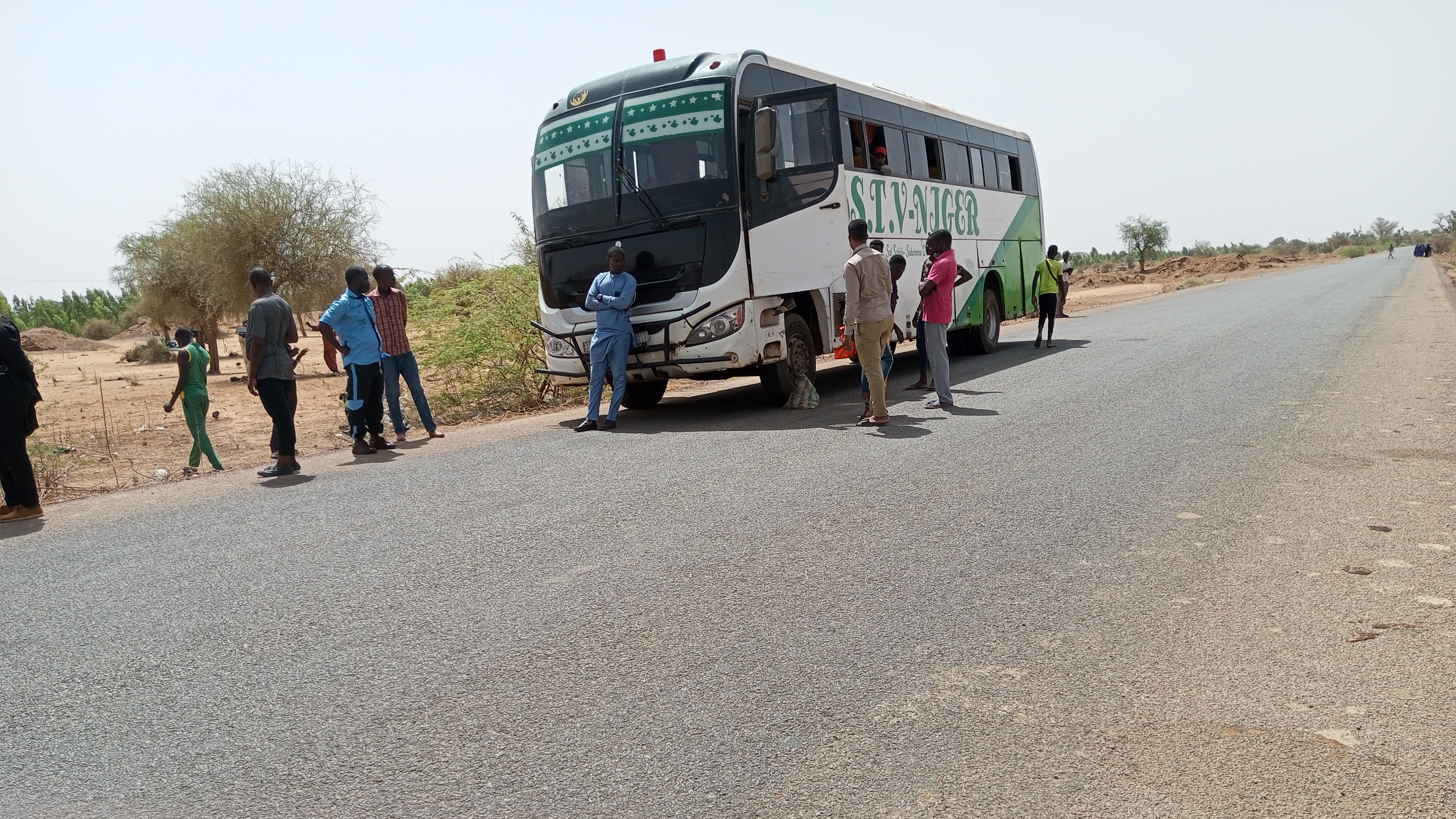
Buspanne an der N4 bei Tiétiéguimé (2023)

Dort passiert sie nach dem Dorf Karey Gorou die Dörfer Settoré und Komba. Sie verläuft durch die Dörfer Bangou Koirey, Yoreïzé Koira, Hondey Tégui und Tiétiéguimé und den Gemeindehauptort Namaro, gefolgt von den Dörfern Koria Gourma und Latakabia Peulh. Nach einer Brücke über den Fluss Sirba zweigt links die Route 685 zur Samira-Goldmine ab.
Über die Djibo-Bakary-Brücke ist die N4 mit der N1 verbunden. Die Brücke über den Fluss Niger wurde 2020 eröffnet.
Die N4 führt weiter durch die Dörfer Saya, Nassilé und Zarakoira und erreicht den Departementshauptort Gothèye. Nach dem Dorf Kakassi quert sie über eine Brücke den Fluss Dargol. Danach zweigt rechts die N39 nach Fonéko Tédjo ab. Die N4 verläuft nun durch die Dörfer Dartchandé und Bangou Tara, den Gemeindehauptort Dargol sowie die Dörfer Kossogo, Koulbaga und Bandio. Nach dem Ortsrand von Boura verbindet sie die Dörfer Firo Koira, Gounday, Doundiél und Doumba. Anschließend zweigt rechts die N5 zur Staatsgrenze mit Mali ab.
Die N4 erreicht nun die Stadt Téra. Dort quert sie erneut über eine Brücke den Fluss Dargol. Es folgen zwei rechtsseitige Abzweigungen, die der Route 683, die über Diribangui nach Bégorou Tondo führt, und die der über Djankara nach Seinyanta verlaufenden Route 686. Dann kreuzt sie die Route 687 zwischen Chatoumane und Sékomé. Im Dorf Pétèlkolé zweigt rechts die Route 688 Richtung Nordosten ab. Die N4 endet schließlich an der Staatsgrenze zu Burkina Faso.
Es handelt sich durchgehend um eine ausgebaute Fernstraße.